# Leptothorax nevadensis
Leptothorax nevadensis är en myrart som beskrevs av Wheeler 1903. Leptothorax nevadensis ingår i släktet smalmyror, och familjen myror.

## Underarter
Arten delas in i följande underarter:
- L. n. eldoradensis
- L. n. melanderi
- L. n. nevadensis
- L. n. rudis